# هيئة المساحة الجيولوجية والثروات المعدنية

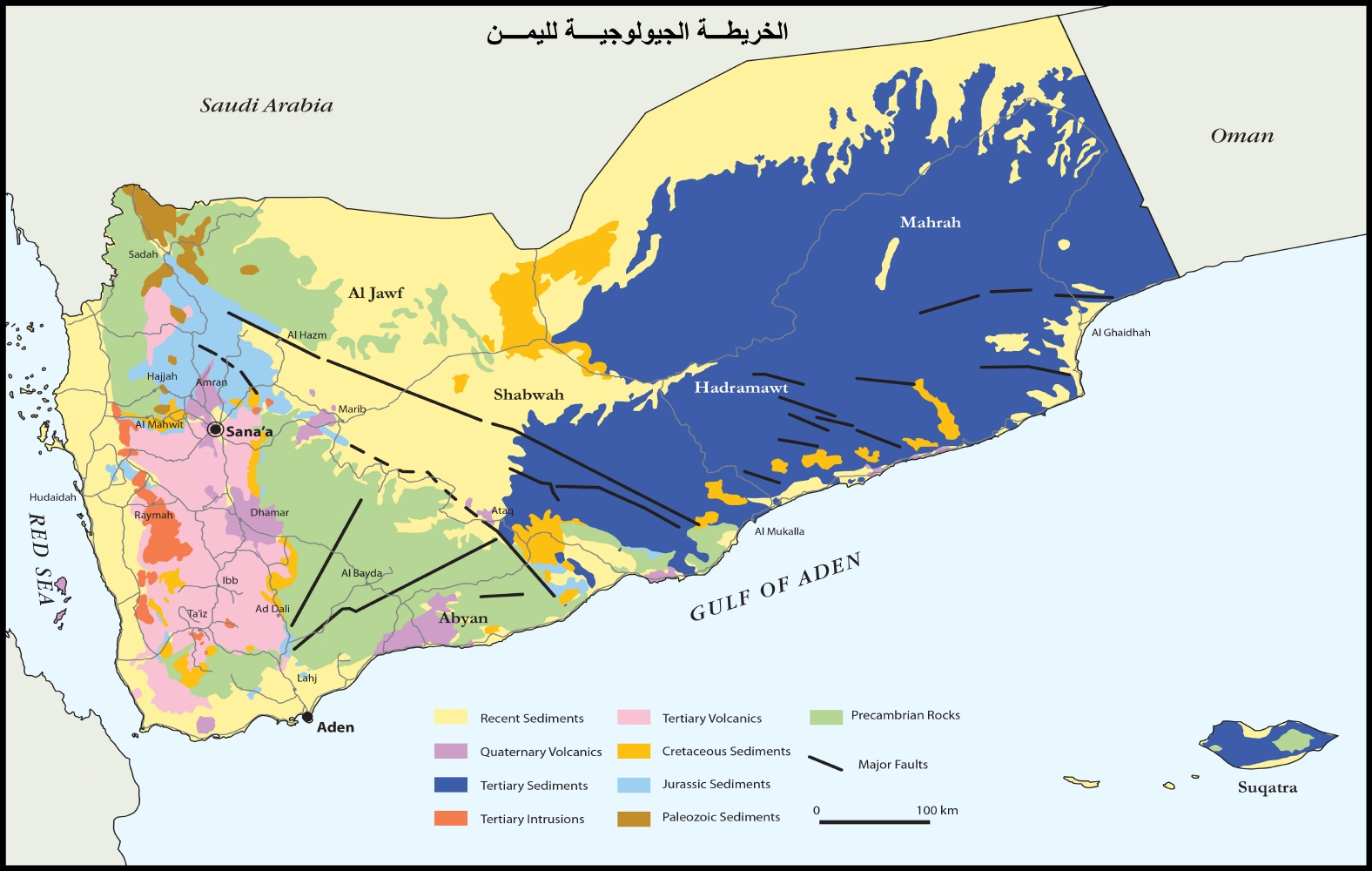
خريطة جيولوجية اليمن

تعد هيئة المساحة الجيولوجية والثروات المعدنية من الوحدات الأساسية لوزارة النفط والمعادن، والتي أنشئت بموجب القرار الجمهوري رقم (317) لعام 1999م، وتعني بالمعلومات المتعلقة بعلوم الأرض في اليمن.
يعود تاريخ نشأة الهيئة إلى مطلع السبعينيات من القرن الماضي، حيث بدأت على هيئة وحدات صغيرة تعني بعلوم الأرض، تم دمجها بعد قيام الوحدة اليمنية في العام 1990م تحت مسمى "هيئة الاستكشافات المعدنية"، تلاها إنشاء المؤسسة اليمنية العامة للثروات المعدنية والمسح الجيولوجي في العام 1996م، ثم هيئة المساحة الجيولوجية والثروات المعدنية في العام 1999م.وفي عام 2019تم نقلها بقرار مجلس الوزراء رقم 21الى العاصمة المؤقته عدن 

## عنوان
- صندوق بريد: 297 - صنعاء
- إيميل: ygsmrb@yemen.net.ye - ygsmrb@ygsmrb.org.ye
- موقع ويب: www.ygsmrb.org
- تليفون : 009671211818
- فاكس : 009671217575

## جهات تابعة
- مركز رصد و دراسة الزلازل و البراكين - محافظة ذمار